# خویین
خویین یک روستا در ایران است که در دهستان اوریاد واقع شده‌است. خویین ۳۶ نفر جمعیت دارد.